# ル・トリオンファン (大型駆逐艦)
ル・トリオンファン（フランス語：Le Triomphant, X83/H02/X104/X04/D613）は、フランス海軍の大型駆逐艦。ル・ファンタスク級。艦名は「勝利」の意。この名を受け継いだ艦としては7代目にあたる。

## 艦歴
ル・トリオンファンは、ダンケルクのフランス造船所で1931年8月28日に起工、1934年4月16日進水し、1936年5月25日に就役した。
ル・トリオンファンは就役後、ランドンターブルとル・マランとともに第8軽部隊（8e division légère）を編成し、ブレストを拠点とする第2軽戦隊（2e escadre légère）に配属された。その後他の駆逐艦で構成された軽部隊と同様に、1937年4月12日にル・テリブルら第8軽部隊はブレストを母港とする第8駆逐隊（8e Divisions de Contre-Torpilleurs）に改編された。

### 第二次世界大戦
1939年9月に第二次世界大戦が勃発すると、艦長M・ポテュオー（M.Pothuau）中佐指揮下のル・トリオンファンら第8駆逐隊（司令：E・ラクロワ（E.Lacroix）少将）は戦艦2隻（ダンケルク、ストラスブール）、軽巡洋艦3隻（ジョルジュ・レイグ、グロワール、モンカルム）、大型駆逐艦5隻（ル・ファンタスク、 ル・テリブル、ローダシュー、モガドール、ヴォルタ）とともに襲撃部隊を構成し、9月2日午後8時にカサブランカへ向かった。
10月4日から、ル・トリオンファンはブリストル海峡からロワール川へBC.8S船団を護衛した。10月17日からはジブラルタルからのHG.3船団を護衛し、10月20日にブレストへ戻るまで活動した。10月22日、ル・トリオンファンはダンケルクと数隻の駆逐艦とともにジャマイカのキングストンからKJ.3船団を護衛するために出発した。
11月20日、ル・トリオンファンはKS.27船団を攻撃した Uボートの捜索を実施し、11月25日にはル・マランとともにストラスブールを護衛して11月29日にブレストへ到着した。
12月11日、ル・トリオンファンは軽巡洋艦グロワール、大型駆逐艦モガドール、ヴォルタ、ル・テリブル、ヴァルミとともにカナダへ100トンの金塊を輸送する戦艦ダンケルクを護衛している。
1940年4月23日、第8駆逐隊は ドイツ海軍の対潜艦艇を掃討するためにスカゲラク海峡で哨戒を実施、翌朝にドイツの特設哨戒艇Vp.702（徴用トロール船メーメル）とVp.709（同グイド・モーリング）に攻撃を試みたが2隻はなんとか逃げ延びた。駆逐隊はU-26を発見して攻撃をかけるも取り逃がした。ル・トリオンファンは接触により左舷スクリューを損傷したため、10月28日にロリアンへ修理に向かった。

### 自由フランス海軍

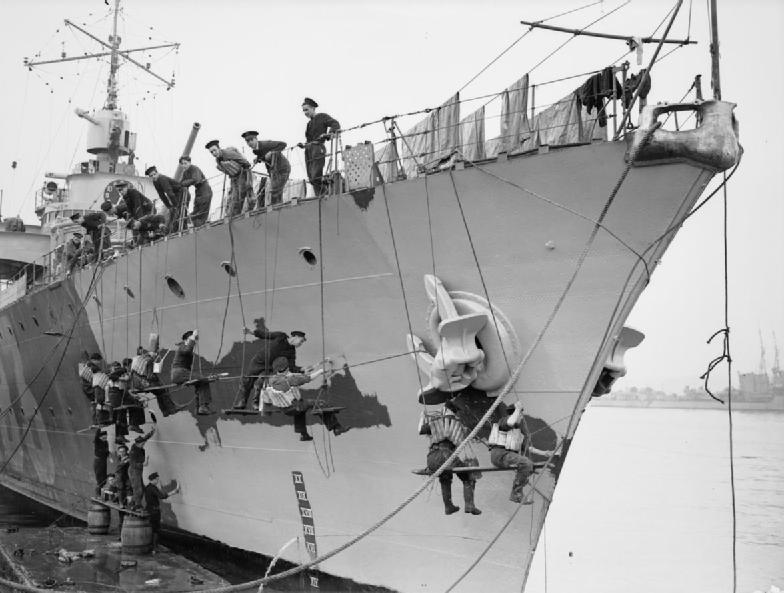
自由フランス海軍に加入後、艦首の塗装作業を行うル・トリオンファンの乗員。1940年撮影。

ナチス・ドイツのフランス侵攻とそれに続く1940年6月10日のイタリアの参戦時、ル・トリオンファンはE・アルシャンボー（E. Archambeaud）中佐の下でロリアンで修理中であったが、ドイツ軍の迅速な進撃を受けてブルターニュ地方も危険になってきたためイギリスのプリマスへ脱出が行われた。
フランス降伏後の1940年7月3日、ル・トリオンファンはカタパルト作戦の一環としてイギリスに接収され、8月28日に艦長ピエール・ジリー（Pierre Gilly）少佐の指揮下で自由フランス海軍に引き渡された。この際、主に兵站上の理由からイギリス海軍式の装備が搭載されている。4番主砲が撤去されて4インチ単装高角砲に換装、2ポンド単装機銃2基、12.7mm四連装機銃1基の他に連装機銃2基、単装機銃2基を搭載し対空兵装が強化されたほか、ASDICとイギリス製レーダーを搭載した。
ル・トリオンファンは12月16日にTC-8A船団を、12月18日にはイギリス海軍の駆逐艦ケルヴィン、キプリング、カナダ海軍のオタワ、ポーランド海軍のピオルンとともにWS-5A船団をそれぞれ護衛している。

### 太平洋

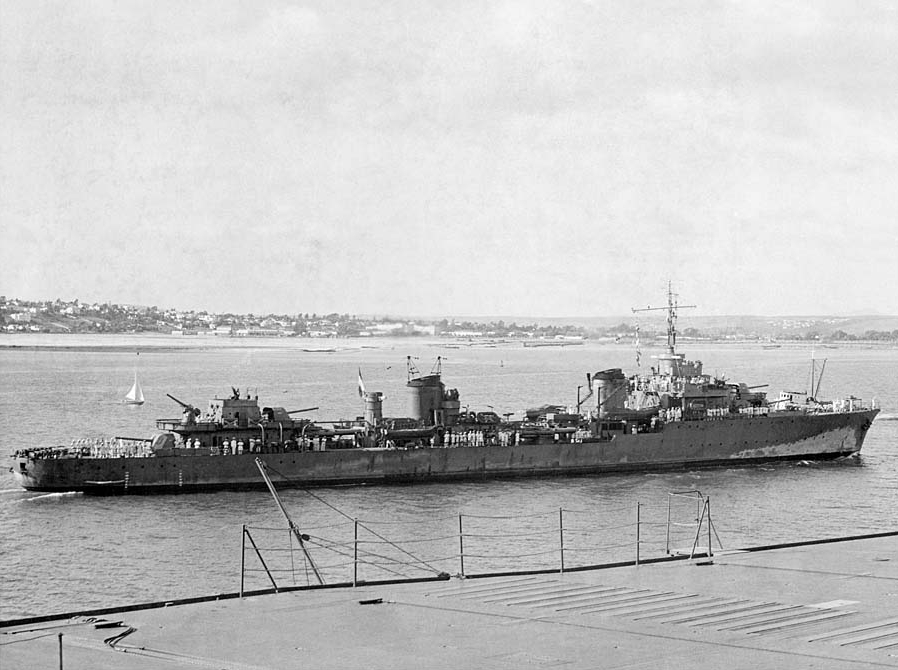
1941年4月にサンディエゴ沖に停泊するル・トリオンファン。4番主砲が4インチ単装高角砲に換装されているほか、速力を誤認させるため艦首に偽の波が描かれている。

ル・トリオンファンはフィリップ・オボワノー（Philippe Auboyneau）艦長の下で1941年夏に太平洋へ派遣され、自由フランス太平洋戦隊の旗艦となる。ル・トリオンファンは8月6日にセントジョンズへ到着、さらに8月16日にパナマ運河を通過、翌日にバルボアを出発した。一連の行動は（まだ参戦前ではあったが）日本の情報網に察知、報告されたことがマジックで明らかになった。ル・トリオンファンは8月25日にサンディエゴへ到着し、9月5日にホノルルへ向け出港した後に9月15日に到着した。さらにル・トリオンファンは9月23日ポナペ島へ着いた。
1941年12月の日本の参戦直後、ル・トリオンファンは兵員輸送船オーミストン（SS Ormiston）をシドニーからヌーメアまで護衛した。
1942年2月下旬、ナウル島とバナバ島へ日本軍の侵攻の危機が高まったことから、ル・トリオンファンは住民の避難を行うためにニューヘブリディーズ諸島を出発した。2月23日にナウル島へ到着したル・トリオンファンは欧米人61名、中国人391名、軍関係者49名を乗艦させた。続いて300km離れたバナバ島へ向かい、中国人823名と欧米人232名を乗せ避難させた。その後シドニーで年内の大部分を改装に費やした。
1943年2月8日午前2時30分、 BHP運輸の鉄鉱石運搬船アイアン・ナイト（SS Iron Knight）が伊号第二十一潜水艦に雷撃され沈没した。アイアン・ナイトは36名の乗員とともに船首を下にしてわずか2分で沈み、ル・トリオンファンは救命ボートに乗り10時間の漂流を過ごした生存者14名を救助した。翌日シドニーへ帰還するまで、ル・トリオンファンは伊二十一を捜索した。
1943年11月26日、ル・トリオンファンはフリーマントルを出港し、アメリカの石油タンカーセダー・ミルズ（SS Cedar Mills）とオランダの輸送船ジャワ（Java）からなる船団を護衛した。しかし船団はサイクロンに直撃され、ル・トリオンファンは45度の傾斜を記録し危うく転覆しかけたためにセダー・ミルズに曳航された。12月10日に重巡洋艦フロビッシャー、さらに12月15日からは曳船プルーデント（HMRT Prudent）に曳航されたル・トリオンファンは12月19日にマダガスカルのディエゴ・スアレスへ到着した。
太平洋での活動中にル・トリオンファンには少なくとも7基の20mm機銃が追加装備されていたが、1944年4月から1945年3月までアメリカでより本格的な改装を実施した。この改装でル・トリオンファンには4番主砲の復活と後部魚雷発射管撤去、後部測距儀の減高と後部煙突前部両舷に甲板室の増設、対空兵装の強化（40mm連装機銃と射撃指揮装置を3基搭載と20mm機銃を10基へ増加）などが行われた。改装後はイギリス海軍東洋艦隊に所属してインド洋で活動した。

### 戦後

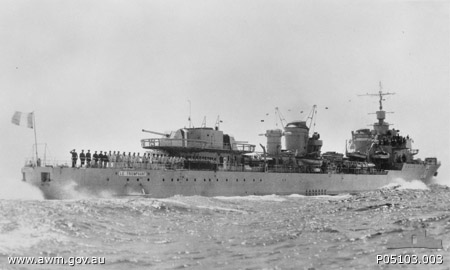
後部から見たル・トリオンファン。1944年3月撮影。

終戦を迎えた後の1945年9月にシンガポール再占領に参加、翌10月には東南アジア地域連合軍総司令官ルイス・マウントバッテン大将の指揮下で、明号作戦で日本軍の完全な占領下におかれていたフランス領インドシナ再占領に参加することになった。そのためル・トリオンファンは戦艦リシュリューとともに、第5植民地歩兵連隊（5ème R.I.C）の兵員1,000名を載せた揚陸艦クイーン・エマとプリンセス・ベアトリクスからなる船団を護衛した。
1946年3月6日にアンドレ・ジュブラン（André Jubelin）艦長の下で、ル・トリオンファンは重巡洋艦デュケーヌおよびトゥールヴィル、軽巡洋艦エミール・ベルタン、大型駆逐艦ル・ファンタスクそしてフリゲート1隻と通報艦3隻とともに航空機輸送艦ベアルンら様々な揚陸艦艇を護衛してハイフォン付近への上陸作戦に参加した。35隻の船団には20,000名の兵員と各種物資、ベアルンには第8水上飛行隊（l’escadrille 8S）の零式水上偵察機などが積まれていた。だが、船団とハイフォンにいた中国軍部隊との間で20分にわたって戦闘が行われた。ル・トリオンファンは中国軍から20mm機銃での射撃を受けて合計439ヶ所の穴が開き死者8名・重軽傷者39名を出した。ル・トリオンファンは13.8cm主砲で反撃し、初弾が中国軍の弾薬庫に直撃して誘爆させた。この大爆発はハイフォンにいた28,000名以上の中国軍2個軍を降伏させるのに十分であった。
1949年11月1日にル・トリオンファンはビゼルトで予備役に置かれ、さらに1953年3月に予備役のカテゴリ「A」に置かれた。ル・トリオンファンは1951年7月1日に「一等護衛駆逐艦」（Destroyer-Escorteur de 1re Classe）、次いで1953年に「高速護衛艦」（Escorteur Rapide）に再分類され、新たな艦番号D613が与えられたが、ル・トリオンファンが現役復帰することはなかったため実際にこのナンバーが記されることはなかった。
ル・トリオンファンは1954年7月20日に予備役のカテゴリ「B」へ移され、1954年12月6日に退役した。Q36となったル・トリオンファンの艦体は4年間ハルクとして用いられた後で1957年12月にスクラップとして売却され、翌1958年にビゼルトで解体された。